# Anatol
Anatol er en amerikansk stumfilm fra 1921 af Cecil B. DeMille.

## Medvirkende
- Wallace Reid som Anatol DeWitt Spencer
- Gloria Swanson som Vivian Spencer
- Wanda Hawley som Emilie Dixon
- Theodore Roberts som Gordon Bronson
- Elliott Dexter som Max Runyon
- Theodore Kosloff som Mr. Nazzer Singh
- Agnes Ayres som Annie Elliott
- Monte Blue som Abner Elliott
- Bebe Daniels som Satan Synne